# Thomas Schindler

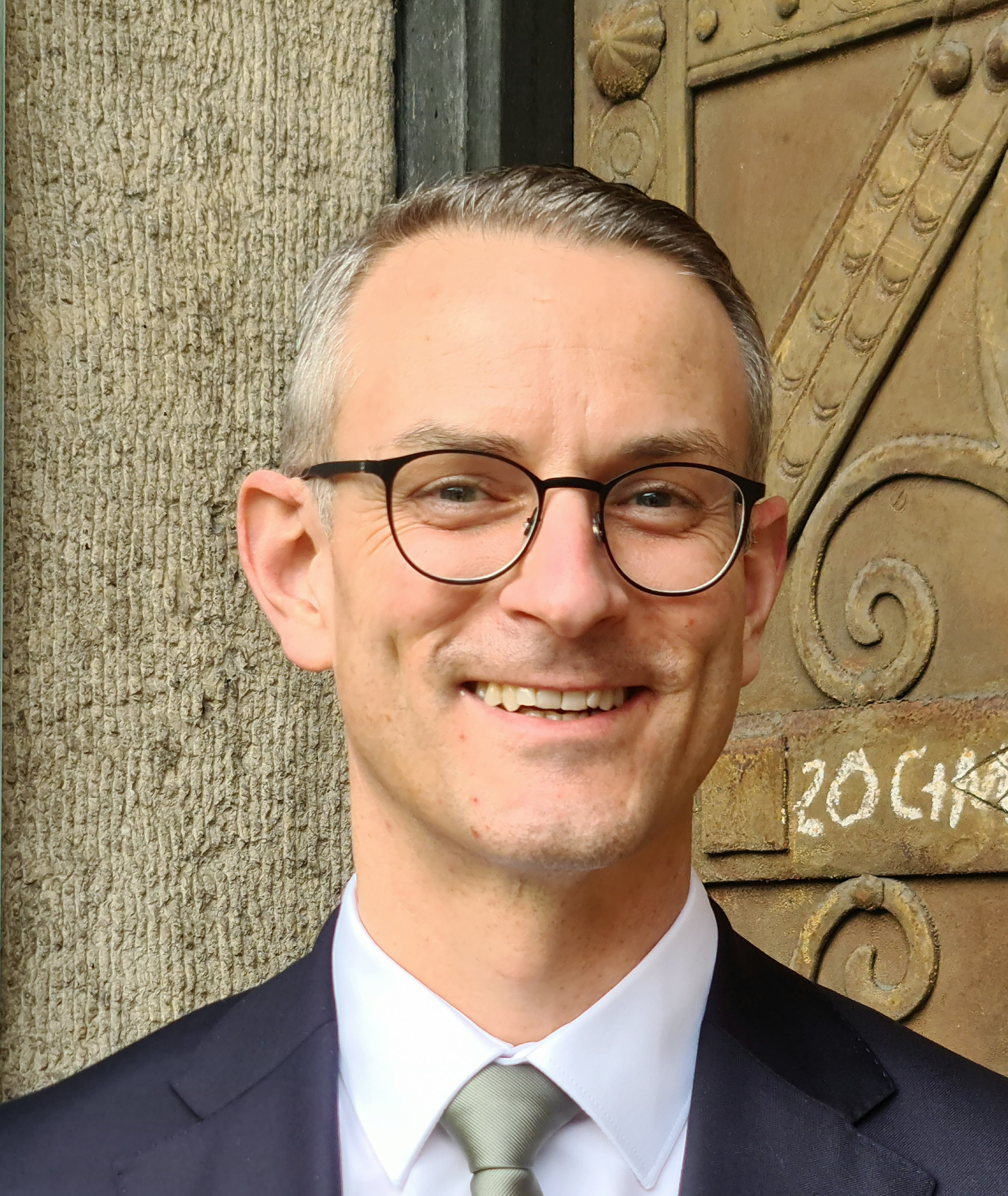
Thomas Schindler (Dezember 2021)

Thomas Schindler (* 30. April 1977 in Freudenstadt) ist ein deutscher Volkskundler, Kulturanthropologe und Autor. Seit Oktober 2016 ist er Referent für Volkskunde am Bayerischen Nationalmuseum.

## Herkunft und Ausbildung
Thomas Schindler wuchs in Dornstetten im Schwarzwald auf. Das Abitur absolvierte er auf dem Kepler-Gymnasium in Freudenstadt. Nach dem Zivildienst in einer Kinder- und Jugendpsychiatrie studierte er Europäische Ethnologie, Kulturwissenschaft, Sozial- und Wirtschaftsgeschichte und Politikwissenschaft an der Philipps-Universität in Marburg. Den Magister Artium erwarb er 2003 mit der Arbeit „Deutungsansätze zum Dekor der Marburger Ware“, die sich rund um volkskundliche Symbolforschung dreht. Promoviert wurde er 2006 mit der kulturwissenschaftlichen Studie „Marburger aufgelegte Ware. Dimensionen von Sachkultur“, in der er diese europaweit museal dokumentierte Keramik des 19. Jahrhunderts in ihren kulturhistorischen und kulturanthropologischen Bezügen neu darstellte und interpretierte. Betreut wurde die Doktorarbeit von Siegfried Becker und Harm-Peer Zimmermann.

## Beruflicher Werdegang

### Universitäts- und Freilandmuseum
Von 2003 bis 2005 arbeitete Thomas Schindler freiberuflich als Ausstellungskurator in dem am Marburger Universitätsmuseum angesiedelten transregionalen Projekt „Bunte Kannen – Bunte Schüsseln. Marburger Töpferei des 19. Jahrhunderts“. Zwischen 2005 und 2007 war Thomas Schindler Volontär am Museum Oberschönenfeld (MOS) des Bezirks Bayerisch-Schwaben in Gessertshausen und war dort an den Ausstellungen „Anpfiff! Zum Fußball in Bayerisch-Schwaben“ (2006), „Große Zeit der kleinen Bilder. Von der Reklamekarte zum Sammelbild“ (2007) und „Augenfutter: Alltagsbilder des 20. Jahrhunderts“ (2007) maßgeblich beteiligt.  2008 kuratierte er in Gessertshausen die Ausstellung „Farbe, Pinsel, Augenmaß! Malerarbeit in schwäbischen Dörfern.“
2009 bis 2012 arbeitete Schindler am Germanischen Nationalmuseum in Nürnberg als wissenschaftlicher Mitarbeiter in dem Dokumentations- und Ausstellungsprojekt „Kulturgeschichte des Handwerks“. Auf ihn geht die 2013 ausgerichtete, europaweit ausstrahlende Ausstellung „Zünftig! Geheimnisvolles Handwerk 1500-1800“ zurück. 2012 wechselte er als wissenschaftlicher Mitarbeiter ins Fränkische Freilandmuseum in Bad Windsheim, wo er 2015 Teamleiter des Fachbereichs „Sammlungen“ wurde. In Bad Windsheim war er zuständig für Möbel, Zunft und Handwerk, Keramik, Zinn, Fahrzeuge und weitere Spezialsammlungen. Im Freilandmuseum kuratierte er 2015 die große Sonderausstellung „HammerHart! Werkzeug 1700-1950“ und war an weiteren Projekten zur Erweiterung der Dauerausstellung beteiligt, so an der Einrichtung des Büttnerhauses aus Wipfeld.

### Bayerisches Nationalmuseum
Thomas Schindler leitet seit Oktober 2016 das Referat Volkskunde im Bayerischen Nationalmuseum. Er betreut dort die Sammlungen zur historischen Alltagskultur. Thematisch umfasst das Spektrum Gegenstände zur religiösen Volkskunst, Keramik und Öfen, Möbel, Glas, Grafik, Rechtsaltertümer, Spielzeuge, Arbeitsgeräte und Zunftobjekte. Schindler ist auch der Experte für die weltbekannte Krippensammlung mit ihren rund 6.000 Figuren und ca. 20.000 Ausstattungsstücken zu denen Gebäude, Mobiliar, Krippenhintergründe Pflanzen und kleinformatige Zubehörteile und Pretiosen, sogenannte Finimenti  zählen. Die Dauerausstellung der Krippen mit ihren 60 inszenierten Krippenbildern ist nicht nur in der Vorweihnachtszeit ein Besuchermagnet des Museums.  Das Arrangement der kunsthandwerklich erstklassigen Figuren wird in der Fachliteratur auch als „eingefrorenes Theater“  bezeichnet und ist ganzjährig ein kulturhistorischer Bildungs- und Lernort, der Wissenschaftlerinnen und Wissenschaftlern, Museumsfachleuten, Krippenfreunden, Münchnerinnen und Münchnern und Touristen aus aller Welt offen steht.

### Zweigmuseen
Schindlers Aufgabenspektrum im Bayerischen Nationalmuseum umfasst zudem die Betreuung der Zweigmuseen in Kloster Asbach zur überkonfessionellen christlichen Religionskultur, im Alten Schloss in Schleißheim die Sammlungen zur Kultur Ost- und Westpreußens sowie die Sammlung Weinhold zur international vergleichenden Religionskultur und insbesondere die des 2023 neu zu eröffnenden „Bayerischen Donauland-Museum“ zur Kulturgeschichte des bayerischen Donauraums in Schloss Obernzell.

### Bildungseinrichtungen
Thomas Schindler ist Mitglied in zahlreichen wissenschaftlichen Vereinen, darunter die Deutsche Gesellschaft für Volkskunde (DGV), die Münchener Vereinigung für Volkskunde (MVV), die Gesellschaft für Familienforschung in Franken (GFF). Seit 2003 ist er im Vorstand im Verein für hessische Geschichte und Landeskunde, dem er seit 2018 als Erster Vorsitzender vorsteht. Zwischen 2014 und 2019 war Schindler im Team der Herausgeber der Zeitschrift für Volkskunde. Beiträge zur Kulturforschung der DGV, in der er gemeinsam mit Gunther Hirschfelder den Rezensionsteil betreute.

### Lehrtätigkeit
Von 2003 und 2016 lehrte Schindler am Institut für Europäische Ethnologie/Kulturwissenschaft der Philipps-Universität in Marburg und am Lehrstuhl für Europäische Ethnologie/Volkskunde an der Julians-Maximilians-Universität in Würzburg. Seit 2017 ist er Lehrbeauftragter am Institut für Empirische Kulturwissenschaften/Europäische Ethnologie der Ludwig-Maximilians-Universität in München.

## Publikationen
Forschungsschwerpunkte von Thomas Schindler sind neben der kontinuierlichen Krippenforschung Keramik, Möbel, Genussmittel, Recht, Zunft und Handwerk sowie religiöse Volkskunst. Seine Monografien zu „Werkzeuge der Frühneuzeit“ und „Handwerkszeug und bäuerliches Gerät“ gelten als Standardwerke der volkskundlichen Sachkulturforschung. Darüber hinaus kuratiert Schindler regelmäßig Ausstellungen im Bayerischen Nationalmuseum und gibt hierzu, zumeist mit Co-Autoren Kataloge heraus, und er publiziert Forschungsergebnisse in den von ihm betreuten Sachgebieten. Das geht von „Historische Ausstattung von Pfarrhäusern“, über die „Kulturgeschichte der Lederbrille“ bis hin zur Geschichte von Schnapsflaschen und Branntweingläsern,

### Monografien
- Werkzeuge der Frühneuzeit im Germanischen Nationalmuseum: Bestandskatalog des Germanischen Nationalmuseums in Nürnberg. Nürnberg 2013. ISBN 978-3-936688-72-6, 304 S.
- Handwerkszeug und bäuerliches Arbeitsgerät in Franken: Bestandskatalog des Fränkischen Freilandmuseums Bad Windsheim (Schriften und Kataloge des Fränkischen Freilandmuseums des Bezirks Mittelfranken, 74). Bad Windheim 2015. ISBN 978-3-926834-93-5, 1160 S.
- Hafnergeschirr aus Altbayern. Bestandskatalog. 3., neu bearbeitete und erweiterte Auflage (Kataloge des Bayerischen Nationalmuseums, 15,1). München/Berlin 2018. ISBN 978-3-422-07461-3, 624 S.
- Möbel aus Südfranken. Bestandskatalog. Heideck 2019. ISSN 2511-6762, 131 S.
- Bemalte Möbel aus Mittelfranken: Bestandskatalog des Fränkischen Freilandmuseums Bad Windsheim (Schriften und Kataloge des Fränkischen Freilandmuseums des Bezirks Mittelfranken 88). Bad Windsheim 2021. ISBN 978-3-946457-10-7, 328 S.

### Kataloge
- Bunte Kannen – Bunte Schüsseln. Marburger Töpferei des 19. Jahrhunderts. Ausstellungskatalog / Marburger Universitätsmuseum für Kunst und Kulturgeschichte, 01.05.2005-26.06.2005, Neu-Anspach. Wetter 2005. ISBN 3-925430-45-8, 117 S.
- Augenfutter. Alltagsbilder des 20. Jahrhunderts. Begleitheft zur Ausstellung im Schwäbischen Volksmuseum Oberschönenfeld vom 18. März bis 7. Oktober 2007 (Schriftenreihe der Museen des Bezirks Schwaben, 37). Augsburg 2007, 80 S.
- Farbe, Pinsel, Augenmaß! Malerarbeit in schwäbischen Dörfern. Begleitheft zur Ausstellung im Schwäbischen Volkskundemuseum Oberschönenfeld vom 16. März bis 12. Oktober 2008 (Schriftenreihe der Museen des Bezirks Schwaben, 39). Augsburg 2008, 91 S.
- Zünftig! Geheimnisvolles Handwerk 1500–1800. Ausstellung im Germanischen Nationalmuseum, Nürnberg, 21. März bis 7. Juli 2013. Nürnberg 2013. ISBN 978-3-936688-73-3, 314 S.

### Beiträge (Auswahl)

#### Keramik
- Zur Marburger aufgelegten Ware. In: Endres, Werner/Grieshofer, Franz (Hrsg.): Keramik als Zeichen regionaler Identität. Beiträge des 36. Internationalen Hafnerei-Symposiums des Arbeitskreises für Keramikforschung vom 21. bis 26.9.2003 (Kittseer Schriften zur Volkskunde, 16). Wien/Kittsee 2005, S. 303–316.
- Weltpolitik en miniature – Bismarck und Napoleon III. Ein besonderes Schreibzeug aus Marburg. In: Keramik auf Sonderwegen. Tagungsband des 37. Internationalen Hafnerei-Symposiums, Herne 19. bis 25. September 2004, Herne 2007, S. 77–82.
- Zur Funeralkultur von Töpferkorporationen. „Im Fall einem Meister seine haußfrau oder kind mitt todt abgingen“. In: Keramik im Spannungsfeld zwischen Handwerk und Kunst. Beiträge des 44. Internationalen Symposiums Keramikforschung im Germanischen Nationalmuseum, Nürnberg 2015, S. 187–194.

#### Kulturgeschichte
- Vor, während und nach dem Spiel. Zur Geschichte Fußballschwabens. In: Spiegel, Beate (Hg.): Anpfiff! Zum Fußball in Bayerisch-Schwaben. Augsburg 2006.
- Vom Kaffee zur Kanne. Marburger Aufgelegte Ware. In: Schindler, Thomas, Wittstock Paul Jürgen (Hrsg.): Keramik und Landesgeschichte (Marburger Beiträge zur hessischen Geschichte, 20). Marburg 2008, S. 163–188.
- Die Burg – Ort der Wahrnehmungen und Zuschreibungen. Eine Skizze anhand von Schlaglichtern. In: Die Burg im Blick : Volkskundliches zu einem populären Ort / hrsg. von der Hessischen Vereinigung für Volkskunde durch Thomas Schindler und Carsten Sobik. Marburg 2013, 11–24.

#### Möbel
- Nachtsitz, Tischlein, Bücherschrank - zur Ausstattung von Pfarrhäusern. In: Nicht Dorfhaus und nicht Villa / Susanne Grosser, Herbert May, Andrea K. Thurnwald (Hrsg.) ; Fränkisches Freilandmuseum Bad Windsheim, Museum Kirche in Franken Bad Windsheim. Bad Windsheim 2017, Seite 158–173.
- Die Reichshandwerksmeisterlade von 1935. Objektivation des Zunftgedankens in der NS-Zeit. In: NS-Zeit. Materielle und immaterielle Zugänge an hessischen Beispielen / hrsg. von der Hessischen Vereinigung für Volkskunde durch Marguerite Rumpf, Thomas Schindler, Carsten Sobik. Marburg 2018, S. 117–134.

#### Rechtsgeschichte
- In den Mühlen der Justiz : Nürnbergs Rechtswesen an der Schwelle zur frühen Neuzeit. In: Kunst & Kapitalverbrechen / herausgegeben von Frank Matthias Kammel, [Ausstellungskatalog] Bayerisches Nationalmuseum. München 2020, Seite 91–111.
- Der Wertinger Schandmantel von 1775. In: Bayerisches Jahrbuch für Volkskunde 2020, S. 61–90.

#### Werkzeug/Arbeitsgeräte
- Mondförmige Stempel zum Prägen durch Wiegen: Fileten des 19. Jahrhunderts. In: Kulturgut. Aus der Forschung des Germanischen Nationalmuseums / Germanisches Nationalmuseum 48 (2016), S. 12–15.
- Wurstbügel & Co. Zur Identifikation von Werkzeug: Bilder, Objekte, Symbole. In: HandWerken. Vom Wissen zum Werk. Sonderausstellung der Freilichtmuseum Hessenpark GmbH, Hanau 2016, S. 104–123.

#### Zünfte
- Steinmetzen hybrid. Kulturgeschichtliche Notizen zur Musealisierung eines traditionsreichen Nürnberger Handwerks. In: Anzeiger des Germanischen Nationalmuseums / Germanisches Nationalmuseum; Forschungsinstitut für Realienkunde. Nürnberg 2013, S. 45–66.
- Ist mit Kerzen und Leichtuch nauß dragen worden – museale Repräsentation von Funeralrequisiten. In: Anzeiger des Germanischen Nationalmuseums / Germanisches Nationalmuseum, Forschungsinstitut für Realienkunde, 2015, S. 85–110.
- Gesellenmachen im korporierten Handwerk. Kulturelle Praxen, literarische Perspektiven, theatralische Ästhetiken, Materialitäten. In: Bayerisches Jahrbuch für Volkskunde 2018, S. 217–240.